# کامیلا روزاتلو
کامیلا روزاتلو (زاده ۲۸ مه ۱۹۹۵) یک تنیس‌باز ایتالیایی است. او دارای رتبه 225 تک نفره جهان است که در 7 اوت 2017 به دست آورد. در 6 نوامبر 2023، او در رتبه 85 در رده‌بندی دونفره رسید.